# Peer-to-peer

Schemat przedstawiający sieć typu P2P

Schemat przedstawiający sieć z jednym, centralnym serwerem.

Peer-to-peer (P2P, dosł. „równy z równym”) – model komunikacji w sieci komputerowej zapewniający wszystkim hostom te same uprawnienia, w odróżnieniu od architektury klient-serwer.

## Geneza P2P
Pierwotnie idea Internetu była zbliżona do sieci P2P – wszystkie hosty pełniły równorzędną rolę w procesie wymiany danych. W wyniku gwałtownego rozwoju, symetria Internetu została złamana. Rolę dystrybutorów przejęły przedsiębiorstwa i instytucje, które było stać na utrzymanie stałych łączy o bardzo dużej przepustowości i zakup silnych komputerów, zdolnych obsługiwać ruch o dużym natężeniu.
Konsumenci informacji, których liczba od połowy lat 90. zaczęła gwałtownie wzrastać, musieli się zadowolić połączeniami modemowymi o małej przepustowości. Asymetrię umocniło pojawienie się asymetrycznych cyfrowych łączy abonenckich ADSL, które charakteryzowały się dużą szybkością pobierania informacji z Internetu i niewielką przepustowością zwrotną. Współcześnie są one najpopularniejszą formą stałego podłączenia do Internetu w przypadku komputerów klienckich.
Scentralizowany Internet ułatwiał kontrolę nad elektronicznym rozpowszechnianiem materiałów chronionych prawem autorskim. Zaostrzenie kontroli Internetu, związane m.in. z jego komercjalizacją, zbiegło się ze wzrostem zainteresowania utworami muzycznymi przekształconymi na postać cyfrową za pomocą algorytmu kompresji stratnej MP3. Kompresja pozwoliła na zmniejszenie utworów do rozmiarów umożliwiających ich dystrybucję przez Internet, nawet za pośrednictwem powolnych łączy modemowych.
Publikowanie plików muzycznych MP3 w scentralizowanym Internecie nie było możliwe, gdyż ich zawartość, w większości wypadków, naruszała prawa autorskie. Scentralizowana i stabilna struktura ułatwiała zidentyfikowanie publicznego serwera z plikami i zamknięcie go przy pomocy instrumentów prawnych. Szybko stało się jasne, że w Internecie rozumianym jako sieć stron internetowych i serwerów FTP, utrudnione jest rozpowszechnianie plików z muzyką ze względu na prawo autorskie.
Na takim gruncie jesienią 1999 pojawiła się często uważana za pierwszą, wykorzystywana do pobierania plików multimedialnych sieć P2P – Napster, założony przez Shawna Fanninga, który umożliwiał każdemu, kto pobrał i zainstalował aplikację, na udostępnienie wybranych zasobów swojego komputera innym użytkownikom w Internecie. Ważną cechą Napstera, która przyczyniła się do gwałtownej popularyzacji, była łatwość obsługi. Żeby stać się węzłem sieci nie trzeba było wykazać się żadną wiedzą techniczną.
Masowość wykorzystania sieci Napstera, a także płynność jej topologii (węzły zmieniały się w zależności od tego, kto aktualnie był zalogowany), była dla użytkowników swoistym parasolem ochronnym przed roszczeniami koncernów muzycznych, gdyż wyśledzenie wszystkich użytkowników wiązałoby się z dużymi kosztami. Ten mechanizm ochronny nadal funkcjonuje.

## Działanie P2P
W sieciach P2P każdy węzeł sieci zwany hostem, czyli komputer użytkownika, może jednocześnie pełnić rolę klienta i serwera. W najpopularniejszej implementacji modelu P2P, jaką są programy do wymiany plików w Internecie, każdy host spełnia rolę serwera, przyjmując połączenia od innych użytkowników sieci, oraz klienta, łącząc się i wysyłając i/lub pobierając pliki z innych hostów działających w tej samej sieci P2P. Wymiana plików jest prowadzona bezpośrednio pomiędzy hostami. Sieć P2P charakteryzuje się zmiennością struktury węzłów sieci, spowodowaną zmiennością liczby i lokalizacji sieciowej aktualnie aktywnych hostów.
Najpopularniejsze sieci P2P służą do współdzielenia plików w Internecie. Można wyróżnić dwie odmiany. Pierwszą, sieci bez centralnego serwera, które nie mają centralnej bazy o zasobach, oraz sieci z centralnym serwerem lub centralnymi serwerami, które przechowują informacje o użytkownikach podłączonych w danej chwili do sieci, oraz (w niektórych wypadkach) o udostępnianych zasobach. Centralne serwery oferują czasami także dodatkowe usługi, na przykład czat.
Sieci wyposażone w centralny serwer są znacznie bardziej efektywne, gdyż nowy użytkownik podłączający się do sieci otrzymuje na wstępie listę wszystkich użytkowników podłączonych do danego serwera, ma także dostęp (najczęściej) do indeksu dostępnych plików, który może błyskawicznie przeszukać.
Zmienna struktura sieci P2P, uzależniona od liczby podłączonych użytkowników, niesie ze sobą ryzyko odcięcia od sieci w momencie, gdy wszyscy „sąsiedzi” rozłączą się w tym samym czasie. Ze względu na zachowanie się węzłów po utracie „sąsiada” można wydzielić dwa modele sieci:
a) model pasywny – sieć nie podejmuje żadnych działań
b) model aktywny – sieć próbuje zastąpić utracone połączenie nowym, wybieranym w oparciu o specjalne protokoły, np. Lspan, UDP, HDP

## Przykłady implementacji
Poniżej zamieszczono przykładowe implementacje programów służących do włączania się w sieć P2P.

### IRC
Najprostszym w budowie systemem P2P jest P2P oparte na IRC (sam IRC nie jest zbudowany jako P2P). Na specjalnym kanale znajdują się boty polecające pliki. Można wejść na kanał i zadać zapytania, zwykle w formie !find szukany_plik lub podobnej. Boty posiadające plik pasujący do opisu drukują ich listę na kanał lub częściej w prywatnej rozmowie z szukającym. Wtedy szukający prosi o plik pisząc na kanale lub w bezpośredniej rozmowie żądanie w formie !nazwa_bota ścieżka_pliku lub podobnej. Żądania są ustawiane w kolejce i kiedy przyjdzie czas wysyłane za pomocą DCC. Niektóre boty pozwalają też na logowanie się na nich przez DCC CHAT,
upodobniając się trochę do serwerów FTP. Ostatecznie jednak plik jest wysyłany przez DCC.
W DCC istnieje możliwość kontynuacji przerwanego ściągnięcia. P2P bez tej możliwości należą już do przeszłości. Zresztą dotyczy to nie tylko P2P – serwery HTTP nieposiadające tej zdolności spotyka się coraz rzadziej.
Oczywistą wadą jest to, że o wiele łatwiej jest ściągać niż udostępniać. Metoda ta nie jest też zbyt skalowalna – zwykle na kanale udostępnia jedynie kilkanaście góra kilkadziesiąt botów. Kanały są jednak tematyczne, więc ogół dostępnych zasobów może być całkiem duży. Kanały takie istnieją zarówno na ogólnych serwerach IRC, jak i na serwerach istniejących specjalnie w celu wymiany plików.
Do zalet należy m.in. automatyczne udostępnienie dobrego czatu (którym jest sam IRC), rozpowszechnienie programów do ściągania oraz to, że wiele serwerów NAT (szczególnie serwery linuksowe) potrafi analizować DCC i umożliwia tym samym odbierania połączeń DCC wszystkich komputerom w podsieci.

### Napster
Inny, lecz również bardzo prosty system wybrał Napster. Na komputerze należało zainstalować specjalne oprogramowanie, które łączyło się z serwerem, wysyłało mu listę udostępnianych plików (w tym przypadku tylko muzyki, lecz nowsze sieci oparte na systemie Napstera – takie jak OpenNap – umożliwiają udostępnianie również innych typów plików), i stanowiło jednocześnie interfejs użytkownika sieci P2P. Serwery Napstera umożliwiały wyszukiwanie plików. Użytkownik na podstawie listy pasujących plików wybierał, co i od kogo chce ściągać, po czym program łączył się z komputerem udostępniającym plik i ściągał go. Serwis stał się prawdziwym przebojem wśród internautów. Swą popularność zawdzięcza m.in. procesom sądowym wytaczanym przez artystów, których utwory znalazły się w Napsterze przed oficjalną premierą (przykładem „wycieku” było pojawienie się w czerwcu 2000 nieautoryzowanej wersji utworu amerykańskiej piosenkarki Madonny „Music”, co spowodowało konieczność przyspieszenia jego premiery na rynku).
Początkowo Napster nie potrafił wznawiać połączenia w razie przerwania, co skutkowało wieloma nie do końca ściągniętymi plikami. Często też takie pliki były przez nieuwagę udostępniane, przez co nawet ściągając plik do końca można było się później rozczarować. Nowsze wersje Napstera oraz wszystkie systemy pochodne mają zdolność wznawiania.
Napster wymagał serwerów centralnych, był jednak dość dobrze skalowalny i umożliwiał każdemu nie tylko ściąganie plików, ale również udostępnianie ich. Integrację użytkowników zapewniał wbudowany w program czat.
W 2001 r., po czasowym wprowadzeniu filtrów w wyszukiwarce utworów, w wyniku przegranych procesów sądowych serwis zakończył działalność, powracając jako legalny, płatny serwis pod koniec 2003 r.

### Audiogalaxy
Audiogalaxy jest innowacyjna nie tyle ze względu na strukturę, ile na interfejs użytkownika.
Sam program P2P nie ma żadnego interfejsu. Wszystkie operacje wykonywane są za pomocą strony internetowej, która umożliwia wyszukiwanie według tytułu lub autora, po czym można wybrać wersję, żądaną jakość (łącznie z opcją „najpopularniejsza”), inne piosenki tego samego autora, autorów popularnych wśród osób ściągających piosenki danego („jeśli podobała ci się muzyka A, zapewne polubisz też B, C i D”). Posiadał też rozbudowany system forów dyskusyjnych.
Sam program P2P (tzw. satelita) również należał do lepszych i najbardziej zautomatyzowanych. Użytkownik jedynie wybierał piosenki przez WWW, cała reszta – łącznie z wyborem źródła i przełączaniem na inne, jeśli ściąganie z danego zostało przerwane – odbywało się bez interwencji użytkownika.
Pełna automatyzacja, dobra wydajność i wygodny interfejs czyniły z Audiogalaxy jeden z najlepszych systemów P2P. Jednym z kosztów była jednak bardzo wysoka specjalizacja – wiele rozwiązań, które doskonale nadawały się do muzyki, nie sprawdziłoby się w przypadku innych rodzajów danych.
W obliczu zagrożenia procesem sądowym wytoczonym przez RIAA, w maju 2002 roku zaostrzył system filtrowania utworów do pobrania (wcześniej łatwy do obejścia), po czym ostatecznie zablokował możliwość wymiany mp3 w ramach serwisu.

### Gnutella
Systemem, który przyjął zupełnie inną postać, była Gnutella. W Gnutelli nie ma w ogóle centralnych serwerów.
Żeby połączyć się z Gnutellą należy zainstalować odpowiednie oprogramowanie i znaleźć dowolny host należący do sieci. Jeśli host nie ma wolnych miejsc, podaje adresy następnych hostów, do których można próbować się połączyć. W końcu znajduje się hosta chętnego do nawiązania połączenia. Program zachowuje listę wszystkich napotkanych hostów w sieci, dzięki czemu łatwiej będzie się podłączyć następnym razem.
Każde wyszukiwanie jest wysyłane do hostów, z którymi ma się bezpośrednie połączenie. One natomiast przesyłają je dalej. Ewentualne rezultaty wysyłane są bezpośrednio do inicjatora, podobnie sam transfer odbywa się bez pośredników.
Gnutella bardzo słabo się skaluje. Ponieważ każdy host otrzymuje wszystkie wyszukiwania, szybko zaczynają one zajmować całe łącze. Ograniczenie ilości skoków, które maksymalnie wykonuje wyszukiwanie, wprawdzie ogranicza obciążenie, ale jednocześnie uniemożliwia znalezienie wielu dostępnych przecież zasobów. Proponowano wiele różnych metod polepszenia wyników Gnutelli – takich jak różnicowanie roli hostów zależnie od ich przepustowości, caching wyników wyszukiwań czy automatyczne modyfikacje topologii, która polepszałaby pewne właściwości sieci. Umożliwiło to znaczną poprawę skalowalności w nowych sieciach tego typu takich jak EDonkey czy FastTrack (z której korzysta Kazaa).

### FastTrack
FastTrack ma opinię dobrej i szybkiej sieci pozwalającej na wymianę plików różnych typów. Można wymieniać się plikami wszystkich typów, takimi jak: muzyka, filmy, gry itd. Wyprzedza wielu swoich konkurentów dzięki mechanizmom, które zostały zastosowane, lecz głównym mankamentem programu jest lokalne przechowywanie informacji o stosunku pobierania i załadowania. Można zatem bardzo łatwo je sfałszować. Istnieje wiele dodatków pozwalających na zmianę naszego ratio. Wiele alternatywnych klientów pozwalających na łączenie się z tą siecią. Nie musimy korzystać z oryginalnego klienta, którym jest Kazaa Media Desktop, promowany przez firmę Sharman Networks. Do alternatyw należą m.in. Kazaa Lite, K-Lite, Mammoth, Grokster, iMesh.
Sieć FastTrack to „samoorganizująca się sieć dystrybucyjna”. Jest siecią wielowarstwową, przez co komputery dysponujące większą mocą stają się „superwęzłami” (SuperNodes). Dowolny użytkownik sieci FastTrack, jeśli spełnia kryteria mocy procesora, przepustowości łącza internetowego itp., może stać się „superwęzłem”. Zarządzanie siecią FastTrack jest w 100% automatyczne – przyznawanie i odbieranie statusu „superwęzłów” odbywa się dynamicznie.

### Freenet
Freenet wybrał metodę, która jest najmniej efektywna, jednak zapewnia najwięcej prywatności. Wszystkie połączenia są szyfrowane. Nie istnieje żadne wyszukiwanie, a żeby ściągnąć plik należy znać jego identyfikator w systemie (identyfikator zawiera wynik funkcji haszującej żeby uniemożliwić sfałszowanie).
Ściągając plik wysyła się żądanie do sąsiednich hostów. Jeśli posiadają go one, wysyłają jego kopie do nadawcy,
w przeciwnym razie pytają dalej. Jeśli w końcu plik się znajdzie kopia wędruje host po hoście, a każdy może, lecz nie musi jej cache’ować (wybór ten dokonywany jest losowo). W domyślnych ustawieniach nawet właściciel hosta nie wie, co jest składowane w cache’u.
Sieć taka zapewnia dużą prywatność, jednak kosztem funkcjonalności – brak opcji wyszukiwania właściwie uniemożliwia szersze wykorzystanie Freenetu.

### Direct Connect
Direct Connect zamiast na dużych specjalistycznych serwerach opiera się na niewielkich serwerach (tzw. hubach) udostępniających jedynie prostego czata i pośredniczących w przekazywaniu wyników wyszukiwania. Hub sam nie posiada indeksu.
Najważniejsza w Direct Connect okazała się nie sama technologia przesyłu plików, a technologia umożliwiająca kontrolę przestrzegania zasad.
Żeby wejść na huba należy udostępniać daną minimalną ilość zasobów związanych z tematem huba. Czasem jest to jedynie 500 megabajtów, czasem 100 gigabajtów, typowe są wartości z przedziału 2–10 gigabajtów. Należy też udostępniać odpowiednią minimalną liczbę slotów, czyli limit użytkowników, którzy mogą jednocześnie ściągać, zwykle jest to 1 lub 3 dla połączeń ISDN/SDI oraz spełnić wszystkie inne konieczne warunki, które ustala administrator huba (np. huby tematematyczne). Przestrzegania zasad pilnują operatorzy huba, dzięki czemu unika się użytkowników, którzy jedynie wykorzystują innych nic w zamian nie udostępniając. Za nieprzestrzeganie grozi kick (wyrzucenie, kopniak), ban na określony czas lub ban bezterminowy.
Direct Connect obsługuje dwa tryby:
- aktywny (gdy można użytkownika wywołać po konkretnym zazwyczaj publicznym IP wraz z numerem portu)
- pasywny (zwykle oznacza użytkownika w sieci za firewallem lub routerem NAT bez przekierowania portu)
- serwer Socket5 (umożliwia łączenie przez serwer proxy)

Dwóch pasywnych użytkowników nie może (z przyczyn technicznych) ściągać od siebie nawzajem, a wyniki wyszukiwania są odpowiednio filtrowane tak, żeby pasywni wyszukiwacze widzieli tylko aktywne wyniki. Wystarczy jednak przekierowanie jednego dowolnego portu, żeby można było łączyć się w trybie aktywnym.

### eDonkey
Sieć eDonkey z punktu widzenia użytkownika jest podobna do sieci FastTrack. Wymieniać można w niej pliki dowolnego typu. Do skorzystania z sieci wymagane jest posiadanie programu klienckiego. Istnieje wiele klientów sieci eDonkey, najbardziej znanymi są eDonkey2000, eMule i klony (xMule, aMule), MLDonkey.
Użytkownik sieci eDonkey podłącza się do jednego z serwerów sieci. Serwery odpowiedzialne są za indeksowanie i wyszukiwanie plików posiadanych przez klientów. Serwery łączą się ze sobą, dzięki czemu możliwe jest przeszukanie całej sieci z dowolnego serwera. Każdy klient posiada kolejkę, w której ma możliwość ściągnięcia pliku. Pozycja w kolejce uzależniona jest od stosunku załadowania do pobierania czekającego oraz priorytetu żądanego pliku. Ściąganie rozpoczyna się po osiągnięciu pierwszego miejsca w kolejce. Pobieranie odbywa się porcjami wielkości 9.28 MB. Możliwe jest pobieranie różnych porcji pliku od różnych klientów. Ponadto każda z porcji pliku jest osobno haszowana, co uniemożliwia ściągnięcie pliku w uszkodzonym stanie.
Zaletą sieci eDonkey jest bezbłędny transfer plików oraz uniemożliwiające oszustwa lokalne przeliczanie stosunków załadowania do pobrania. Wadą jest konieczność długiego czekania w kolejkach przed rozpoczęciem ściągania mniej popularnych plików.
12 września 2006 MetaMachine zawarło ugodę z RIAA, firma zapłaciła 30 milionów dolarów odszkodowania, aby zapobiec ewentualnemu procesowi o łamanie praw autorskich. Ugoda przewidywała również natychmiastowe zaprzestanie dystrybucji programu eDonkey2000, jak również podjęcie działań mających na celu uniemożliwienie dotychczasowym użytkownikom aplikacji jej dalszego używania. Usunięto również stronę internetową, zamiast niej widnieje tylko komunikat pożegnalny.
Mimo tego nadal można korzystać z sieć eDonkey, za pomocą innych klientów, takich jak: eMule, aMule, Shareaza czy MLDonkey.

### BitTorrent
BitTorrent – protokół wymiany i dystrybucji plików przez Internet, którego celem jest odciążenie łączy serwera udostępniającego pliki.

### Skype
Skype jest programem do komunikacji głosowej, wideo oraz rozmów tekstowych. Korzysta z protokołu UDP.

### Pocztowe „P2P”
Pojęcie to pojawiło się niedawno, jest odpowiednikiem F2F lub – jak czasami się zdarza zobaczyć – F3F (wymiana plików między znajomymi poprzez dodatkowy serwer składujący dane), nie ma wiele wspólnego z klasycznym Peer2Peer – najprawdopodobniej wyewoluowało z samej idei wymiany plików przez sieć. Pliki można przesyłać przez pocztę elektroniczną, ale operacja ta była praco- i czasochłonną sekwencją skomplikowanych czynności – podzielenia pliku na części objętościowo akceptowane przez serwer pocztowy, wysłanie ich do adresata e-mailami z załącznikiem, oraz ewentualna kontrola, czy wszystkie części dotarły do adresata. Wystarczyło więc zaprojektować aplikację, która tego typu czynności wykonuje automatycznie. Głównym „katalizatorem” pomysłu wymiany plików przez pocztę były darmowe konta e-mail o dużej pojemności, oferowane przez różnych dostawców, które można wykorzystać jako e-dyski do składowania bądź wymiany danych. Tak powstał Peer2Mail, a później E-Dek. W obu programach przed rozpoczęciem udostępniania należy założyć konto pocztowe akceptowalne przez dany program, następnie załadować na utworzoną przestrzeń pliki i w zależności od programu – udostępnić dane o skrzynce (adres, login, zakodowane hasło – lub w przypadku E-Deka – specjalny plik, podobnie jak w sieci BitTorrent). Nieco dalej poszedł autor programu E-Dek – dając możliwość zarządzania takimi E-dyskami (w tym wyszukiwanie) oraz tworząc eksperymentalny pocztowy protokół E-Swapp, który automatyzuje udostępnianie listy plików, oraz żądanie transferu między skrzynkami poczty.
Zaletą „pocztowych P2P” jest dostępność pliku nawet po wyłączeniu programu (de facto ten plik leży w skrzynce pocztowej). Problematyczne jest nadal wyszukiwanie – jak na razie wspomagane przez fora dyskusyjne.
Innymi programami typu P2M są: Durie, MailShare, MoorHunt, OpenP2M, Ygoow i Moorie.

## Wymiana plików
Udostępniane pliki to głównie to, czego nie można znaleźć na publicznych serwerach WWW. Często udostępniane są różne utwory, na które nie ma zgody właścicieli praw autorskich, takie jak:
- muzyka
- filmy
- książki w postaci elektronicznej
- programy komputerowe.

Wiele z nich jednak to utwory trudne do otrzymania oficjalnymi kanałami, między innymi anime lub
utwory mniej znanych muzyków.
Wiele plików jest udostępnianych za zgodą właścicieli praw autorskich (np. anime music video, różne fanfiki, tapety), na które prawa autorskie nie są aktywnie chronione (m.in. wiele remiksów, stare programy), nie obejmują ich prawa autorskie ze względu na upływ czasu (muzyka poważna, elektroniczne wersje starych książek) lub są na P2P z przyczyn niemających żadnego związku z prawami autorskimi (P2P może być wykorzystane dla ominięcia cenzury, ograniczeń na materiały o treści erotycznej itp.).
Największe kontrowersje, szczególnie ze strony autorów, wytwórni płytowych i filmowych, budzi wykorzystywanie sieci P2P do pobierania treści zastrzeżonych prawem autorskim. Organizacje reprezentujące producentów i autorów podejmują działania mające na celu zwalczenia tego zastosowania sieci peer-to-peer.
Niektóre firmy udostępniają swoje produkty za pomocą P2P, jak Red Hat.

## Sytuacja prawna
Sytuacja prawna jest trudna ze względu na kontrowersyjne wyroki sądowe w sprawie Napstera.
Systemy P2P same niczego nie rozpowszechniają, więc mogą być oskarżone co najwyżej o „współudział” lub „czerpanie korzyści”.
Systemy P2P próbowały stosować system opt-out – blokując utwory z listy dostarczonych przez właścicieli praw autorskich. Jednak sąd w sprawie Napstera stwierdził, że „to za mało”. Niewątpliwie możliwe było nadal znalezienie niektórych blokowanych utworów, np. wpisując do wyszukiwania nazwy z błędami ortograficznymi. Sąd nakazał stosowanie opt-in – blokowanie wszystkich utworów, na które P2P nie ma zgody właścicieli praw autorskich wyrażonej na papierze.
Samo ściąganie plików przez P2P zgodnie z polskim prawem autorskim nie jest jednak nielegalne. Świadczą o tym przepisy o dozwolonym użytku osobistym w art. 23 polskiej ustawy o prawie autorskim i prawach pokrewnych. Dopiero połączenie tego działania z rozpowszechnianiem utworów jest naruszeniem prawa RP.

## Przyszłość P2P

Logo projektu GNUnet.

Przyszłość P2P można rozpatrywać od dwóch stron – technicznej i prawnej. Ponieważ P2P są coraz bardziej zdecentralizowane i chociażby dlatego, że dziś już nie tak łatwo określić cel rozprawy w sądzie przeciwko takim sieciom, nawet całkowity zakaz nie zakończyłby istnienia P2P, a pewnie nawet nie mógłby go znacząco ograniczyć.
Od strony technicznej konkurują ze sobą systemy małych hubów specjalistycznych (Direct Connect) i duże systemy rozległej sieci o zaawansowanej topologii (FastTrack). Należy się też spodziewać rozpowszechnienia szyfrowania danych i innych funkcji poprawiających prywatność. Te priorytety realizują między innymi sieci Freenet, MUTE czy GNUnet.
Ponieważ łącza będą coraz szybsze, zmieni się charakter przesyłanych plików. Muzyka, pierwotnie jeden z głównych materiałów P2P, już przy SDI i dobrej kompresji (np. Ogg Vorbis) może być ściągana w dobrej jakości w czasie rzeczywistym, więc przesyłanie muzyki będzie coraz mniejszym problemem. Coraz częściej przesyłane są filmy i należy oczekiwać, że ten trend utrzyma się w przyszłości. W sprawie programów komputerowych utrzymują się dwie sprzeczne tendencje – z jednej strony łącza są coraz lepsze, z drugiej jednak programy coraz bardziej się rozrastają.
Można też oczekiwać innych zastosowań systemu P2P – np. mirroring plików (takich jak różne dystrybucje Linuksa), czy prowadzenie osobistej strony internetowej rozpowszechnianej za pomocą takiego systemu (możliwe w sieci Freenet, lecz prawie nieużywane). W niedalekiej przyszłości mają pojawić się sieci P2P zapewniające całkowitą anonimowość korzystającym z nich użytkownikom. W myśl tych poczynań żadne organizacje zajmujące się prawami autorskimi nie będą miały możliwości wyśledzenia osób ściągających z sieci nielegalne materiały.